# Carenatura di carico utile
Una carenatura di carico utile è un'ogiva utilizzato per proteggere il carico utile di un veicolo spaziale dall'impatto della pressione dinamica e del riscaldamento aerodinamico durante il lancio attraverso l'atmosfera. Una volta fuori dall'atmosfera, la carenatura viene sganciata, esponendo il carico utile allo spazio esterno.
La carenatura del carico utile standard è in genere, per motivi aerodinamici, una combinazione cono-cilindro sebbene siano in uso anche altre carenature specializzate. Il tipo di carenatura che si separa in due metà al momento del lancio è chiamato carenatura a conchiglia. In alcuni casi la carenatura può racchiudere sia il carico utile che lo stadio superiore del razzo, come sull'Atlas V e Proton M.

## Recupero e riutilizzo delle carenature
Le carenature del carico utile di solito, dopo la separazione, bruciano nell'atmosfera o vengono distrutte durante l'impatto sull'oceano. Nell'ambito del suo programma per lo sviluppo di sistemi di lancio riutilizzabili la società SpaceX ha avviato il recupero delle carenature. Il 30 marzo 2017, SpaceX ha recuperato con successo una carenatura intatta per la prima volta nella storia. Successivamente, SpaceX ha iniziato a riutilizzare le sue carene, che sono prodotte a un costo di 6 milioni di dollari per lancio orbitale; il suo CEO, Elon Musk, ha affermato che il recupero delle carene prima che tocchino l'acqua di mare rende più facile il ricondizionamento del Falcon.